# Selenops melanurus
Espèce
Selenops melanurus est une espèce d'araignées aranéomorphes de la famille des Selenopidae.

## Distribution
Cette espèce est endémique du Brésil.

## Publication originale
- Mello-Leitão, 1923 : Aracnideos da Ilha dos Alcatrazes. Revista do Museu Paulista, vol. 13, p. 515-520.